# Ryosuke Yamanaka
Ryosuke Yamanaka (n. 20 aprilie 1993, Kashiwa, Japonia) este un fotbalist japonez.
Yamanaka a debutat la echipa națională a Japoniei în anul 2018.

## Statistici
| Japonia | Japonia | Japonia |
| An      | Meciuri | Goluri  |
| ------- | ------- | ------- |
| 2018    | 1       | 1       |
| 2019    | 1       | 0       |
| Total   | 2       | 1       |